# Limassolla ishiharai
Limassolla ishiharai är en insektsart som beskrevs av Irena Dworakowska 1972. Limassolla ishiharai ingår i släktet Limassolla och familjen dvärgstritar. Inga underarter finns listade i Catalogue of Life.